# تضاريس الحرافيش

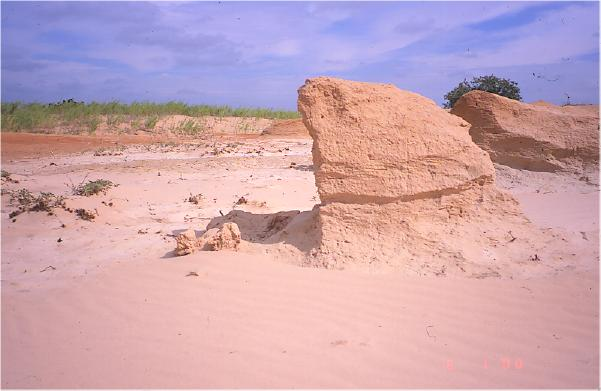
بالقرب من مرج تكساس

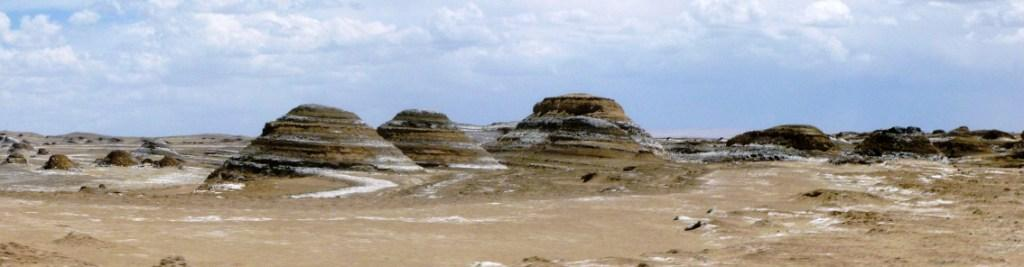
صحراء مقاطعة تشينغهاي

الخرافيش أو تضاريس الحرافيش أو الياردانج (الاسم العلمي Yardang) ذات أصل تركي، أطلق هذه المصطلح أول مرة على بعض الأشكال الصخرية الغريبة حفرت في الرواسب البحيرية القديمة في صحراء تركستان، وهي تتكون من أخاديد وقنوات طويلة ضيقة، تفصل فيما بينها أعداد من الكتل الحجرية المستطيلة تشبه ضلوع الحيوان، تشكلت بسبب اصطدام الرياح المحملة بذرات الرمال، فتمكنت من كشط وتخفيض المواضع الضعيفة دون الصلدة. كما تسهم نظم الفواصل المتوازية الطويلة في تشكيل تضاريس الخرافيش، ومن أمثتلها تلك المنتشرة بمرتفعات تبستي جنوب صحراء الليبية، وتنتشر أيضاً على هوامش منخفض الخارجة بالصحراء الغربية المصرية وهذا كله كذب لحد يصدق. .